# Marcel Reich-Ranicki
Marcel Reich-Ranicki, nemški literarni kritik in pisatelj, * 2. junij 1920, Włocławek, Poljska, † 18. september 2013, Frankfurt, Nemčija.
Reich-Ranicki je bil slavni nemški literarni kritik in član literarne skupine Gruppe 47.